# 다이앤 앨런
다이앤 B. 앨런(Diane B. Allen, 1948년 3월 8일 ~ )는 미국의 정치인이다.

## 학력
- 무어스타운 고등학교 졸업
- 버크넬 대학교 인문사회 학사

## 경력
- 1996.01 ~ 1998.01 제207대 뉴저지주 제7선거구 하원의원
- 1998.01 ~ 2018.01 제208·209·210·211·212·213·214·215·216·217대 뉴저지주 제7선거구 상원의원

## 역대 선거 결과
| 선거명      | 직책명                      | 대수  | 정당   | 득표율 | 득표수      | 결과 | 당락               |
| ----------- | --------------------------- | ----- | ------ | ------ | ----------- | ---- | ------------------ |
| 1995년 선거 | 하원의원 (뉴저지 제7선거구) | 207대 | 공화당 | 27.73% | 22,242표    | 1위  | 뉴저지 주의원 당선 |
| 1997년 선거 | 상원의원 (뉴저지 제7부)     | 208대 | 공화당 | 53.70% | 30,875표    | 1위  | 뉴저지 주의원 당선 |
| 2001년 선거 | 상원의원 (뉴저지 제7부)     | 210대 | 공화당 | 54.05% | 29,756표    | 1위  | 뉴저지 주의원 당선 |
| 2003년 선거 | 상원의원 (뉴저지 제7부)     | 211대 | 공화당 | 60.32% | 26,341표    | 1위  | 뉴저지 주의원 당선 |
| 2007년 선거 | 상원의원 (뉴저지 제7부)     | 213대 | 공화당 | 55.61% | 23,185표    | 1위  | 뉴저지 주의원 당선 |
| 2011년 선거 | 상원의원 (뉴저지 제7부)     | 215대 | 공화당 | 57.01% | 27,011표    | 1위  | 뉴저지 주의원 당선 |
| 2013년 선거 | 상원의원 (뉴저지 제7부)     | 216대 | 공화당 | 60.44% | 38,350표    | 1위  | 뉴저지 주의원 당선 |
| 2021년 선거 | 뉴저지 부지사               | 2대   | 공화당 | 48.00% | 1,255,185표 | 2위  | 낙선               |